# Tros (syn Erichtoniosa)
Tros (gr. Τρώς Trṓs, łac. Tros) – w mitologii greckiej królewicz i król Dardanii, eponim Troi.
Uchodził za syna Erichtoniosa, po którym odziedziczył tron, i Astyoche. Z Kalliroe (córka Skamandra, boga rzeki opływającej Troję), która była jego żoną, miał kilkoro dzieci: córkę Kleopatrę i synów, Ganimedesa (podczaszy na Olimpie), Ilosa (eponim Ilionu) i Assarakosa.